# Мигър
Окръг Мигър (на английски: Meagher County) е окръг в щата Монтана, Съединени американски щати. Площта му е 6203 km², а населението - 1851 души (2017). Административен център е град Уайт Сълфъл Спрингс.